# Galattocerebrosidi

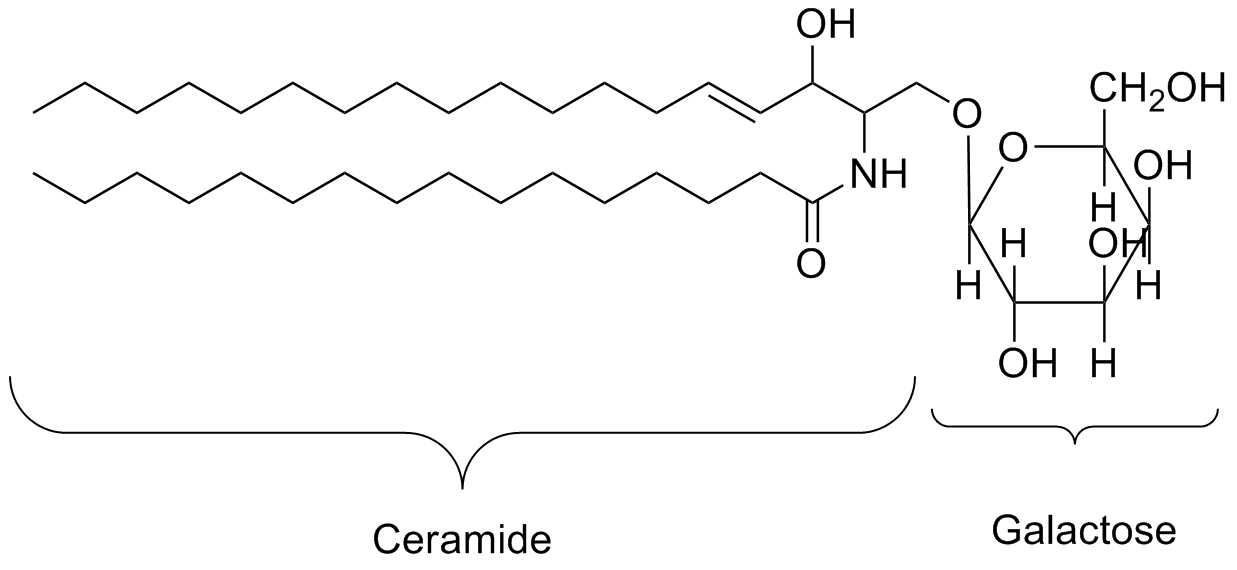
Un galattocerebroside, composto da una molecola di ceramide ed una di galattosio.

I galattocerebrosidi sono una famiglia di glicolipidi, composti da galattosio e ceramide, presenti sulle membrane del sistema nervoso, dove assieme ad altri lipidi compongono lo strato di materiale connettivo di mielina.
Tali composti vengono scissi dall'azione dell'enzima β-galattosidasi.
La presenza di quantità considerevoli di galattocerebrosidi nei reni, nell'intestino e nella linfa è associata alla malattia di Fabry.